# Bruno Dickhoff
Bruno Dickhoff (* 27. Oktober 1885 in Cottbus; † vor 1968) war ein deutscher Politiker (SPD/USPD/KPD/SED) und Widerstandskämpfer gegen den Nationalsozialismus. Zusammen mit Georg Dix, Albert Förster und Josef Thomas war er Mitglied der Widerstandsgruppe um Willy Jannasch.

## Leben

### Frühe Jahre
Bruno Dickhoff wurde in Cottbus geboren. Sein Vater Ferdinand war Rangiermeister. Bruno Dickhoff erlernte den Beruf des Tuchmachers und arbeitete in der Tuchfabrik Grovermann. Mit 18 Jahren wurde er Mitglied der Freien Gewerkschaften und trat ein Jahr später in die SPD ein. Aufgrund seines politischen Engagements wurde er 1909 entlassen und erhielt in Cottbus keine neue Anstellung. Deshalb arbeitete er dann in Luckenwalde. Nach dem Ersten Weltkrieg verließ er die SPD und trat der USPD bei. 1922 wurde er dann Mitglied der KPD. Ab 1928 war er als Weber wieder in Cottbus tätig und engagierte sich hier unter anderem in der Roten Hilfe Deutschlands und der Revolutionären Gewerkschafts-Opposition.

### Widerstand gegen den Nationalsozialismus
1933 wurden 25 Cottbuser Mitglieder der KPD verhaftet, unter ihnen auch Michael Bey. Bruno Dickhoff entging diesen Verhaftungen jedoch. So konnte er sich 1934 der Widerstandsgruppe um Willy Jannasch anschließen. Diese bildete Untergruppierungen, deren Mitglieder sich gegenseitig nicht alle kannten, um eine Entdeckung zu verhindern. Bruno Dickhoff bildete zusammen mit Albert Förster und Willi Jarauke eine dieser Untergruppen, deren Leiter er auch war. Als solcher nahm er an den Treffen mit den anderen Untergruppenleitern teil. Haupttätigkeiten der Widerstandsgruppierung war zum einen die Reorganisation der Roten Hilfe. Zum anderen verteilte sie auch sozialistische und kommunistische Schriften an die Bevölkerung und Insassen von Reichsarbeitsdienstlagern. Unter diesen Schriften waren Ausgaben der Roten Fahne, der Inprekorr, der Jungen Garde, sowie des Braunbuchs über Reichstagsbrand und Hitlerterror. Diese wurden über Kontakte zu Emigranten in der Tschechoslowakei und Mitgliedern der KPČ, sowie einer weiteren Gruppierung aus Forst organisiert.
Im Januar 1936 wurde Bruno Dickhoff zusammen mit zwölf weiteren Mitgliedern seiner Widerstandsgruppe verhaftet. Sie wurden zunächst bis März in Cottbus gefangengehalten und dann nach Berlin überführt. Im Mai erhielten sie ihre Anklageschrift, in der ihnen die Vorbereitung „des hochverrätischen Unternehmens, mit Gewalt die Verfassung des Reiches zu ändern“ vorgeworfen wurde.
Die Verhandlung fand am 29. und 30. Juni im Berliner Kammergericht statt. Bruno Dickhoff wurde zu drei Jahren und sechs Monaten Zuchthaus verurteilt. Zudem entzog man ihm für drei Jahre die bürgerlichen Ehrenrechte. Auch die anderen Angeklagten wurden zu Zuchthaus- oder Gefängnisstrafen von mindestens einem Jahr verurteilt. Bis auf den Mitangeklagten Willi Graf mussten alle ihre Haftstrafen antreten. Dieser war stattdessen bereits nach wenigen Tagen entlassen worden. Dies nährte den Verdacht, dass er die Gruppe verraten hatte. Nach dem Ende des Zweiten Weltkriegs 1945 wurde Willi Graf von der SMAD verhaftet und beging kurz darauf Selbstmord.
Bruno Dickhoff wurde zunächst zusammen mit sechs seiner Mitstreiter in das Zuchthaus Brandenburg-Görden gebracht. Später wurde er im Zuchthaus Waldheim gefangen gehalten. Im Januar 1939 wurde er aus der Gefangenschaft entlassen. Aufgrund seiner politischen Überzeugungen wurde er in den letzten Tagen des Krieges nicht im Volkssturm eingesetzt.

### Zeit nach 1945
Bruno Dickhoff engagierte sich nach Ende des Krieges politisch in Cottbus. Er war an der Wiedergründung der KPD in Cottbus im Juli 1945 beteiligt und als Mitglied er Kreisleitung für Propaganda und Propagandamaterial verantwortlich. Später leitete er Zeitungsvertrieb der neu entstandenen SED und war Sekretär der Wohnungsparteiorganisation Süd II. Im Dezember 1945 heiratete er seine langjährige Lebensgefährtin Luise Lehmann. Laut den Gerichtsakten war er 1936 bereits einmal verheiratet. Bruno Dickhoff starb wenige Jahre vor 1968.

## Ehrungen
Für sein politisches Engagement erhielt er die Medaille für die Teilnahme an den bewaffneten Kämpfen der deutschen Arbeiterklasse in den Jahren 1918 bis 1923. 1968 wurde im Cottbuser Stadtteil Sandow eine Straße nach Bruno Dickhoff benannt. Eine angrenzende Straße erhielt 1969 den Namen von Dickhoffs Weggefährten Georg Dix. Beide Straßen wurden nach der Deutschen Wiedervereinigung im Jahr 1991 wieder umbenannt. Im selben Wohngebiet existiert auch eine Willy-Jannasch-Straße, sowie eine Albert-Förster-Straße, die ihre Namen auch nach 1991 behalten durften.